# Fifth Avenue (album)
Pour l’article homonyme, voir Cinquième avenue.
Pour la chaîne de magasins, voir Saks Fifth Avenue.
Albums de Elva Hsiao
In Love With Love
(2003) 1087
(2006)
Fifth Avenue est le 7e album de Elva Hsiao, sorti sous le label Virgin Records le 30 décembre 2003 à Taïwan. Il sort en format CD et CD+DVD.

## Liste des titres
| 1.  | Ai Qing Tong Guan Mi Yu (愛情通關密語; Love Password)                                   | 4:24 |
| 2.  | Jie Zou Yu Bu Lu Shi (節奏與布魯士; Rhythm and Blues)                                   | 3:44 |
| 3.  | De Xia Tie (地下鐵; Sound of Colors)                                                    | 4:42 |
| 4.  | Lai Zi Di Wu Da Dao De Ming Xin Pian (來自第五大道的明信片; Postcard from Fifth Avenue) | 3:54 |
| 5.  | Shi Qu'Ni (失去你; Losing You)                                                          | 4:51 |
| 6.  | Xing Fu De De Tu (Dance Version)                                                        | 4:42 |
| 7.  | Yin Wei Ai (因為愛; Because of Love)                                                    | 4:03 |
| 8.  | Jing Jing De Kan Ni (靜靜的看你; Quietly See You)                                       | 4:42 |
| 9.  | Xiang Dui Wu Yan (相對無言; Speechless)                                                 | 3:50 |
| 10. | Ni Shi Wo Xin Zhong Yi ju Jing Tan (你是我心中一句驚嘆; You are My Amazement)           | 3:49 |
| 11. | Xing Fu De De Tu (幸福的地圖; Map of Happiness)                                         | 3:55 |

| 1. | Elva Hsiao New York Documentary |  |